# Socata TB 31 Oméga
Die Socata TB 31 Oméga war ein Schulflugzeug des französischen Herstellers Socata.

## Geschichte
Die TB 31 wurde aufgrund einer privaten Initiative des Unternehmens als Nachfolger bzw. Ergänzung zur TB 30 entwickelt, da man auf Aufträge durch die Französischen Luftstreitkräfte hoffte. Diese bestellten jedoch stattdessen 50 Embraer EMB 312.

## Konstruktion
Die Maschine ist eine Weiterentwicklung der TB 30 und unterscheidet sich vom Vorgängermodell hauptsächlich durch das Turboproptriebwerk und die zweiteilige Haube sowie zwei Martin-Baker-Schleudersitze. Das Flugzeug war als Tiefdecker mit einziehbarem Bugradfahrwerk ausgelegt.

## Technische Daten
| Kenngröße             | Daten                                                        |
| --------------------- | ------------------------------------------------------------ |
| Besatzung             | 2                                                            |
| Länge                 | 7,81 m                                                       |
| Spannweite            | 7,92 m                                                       |
| Höhe                  | 2,68 m                                                       |
| Flügelfläche          | 9 m²                                                         |
| Flügelstreckung       | 7,0                                                          |
| Leermasse             | 860 kg                                                       |
| max. Startmasse       | 1400 kg                                                      |
| Reisegeschwindigkeit  | 434 km/h                                                     |
| Höchstgeschwindigkeit | 519 km/h                                                     |
| Dienstgipfelhöhe      | 9145 m                                                       |
| Reichweite            | 1300 km                                                      |
| Triebwerke            | 1 Turbomeca Turboproptriebwerk TP319 mit 488 PS (ca. 360 kW) |

## Erhaltene Exemplare
Der einzige Prototyp ist in der Abflughalle des Aéroport International Tarbes-Lourdes-Pyrénées ausgestellt.